# Saverio La Grua
Saverio La Grua (Vittoria, 27 luglio 1941) è un politico italiano.

## Biografia
Laureato in giurisprudenza, è avvocato. Fino al 1992 è consigliere comunale a Vittoria per il Movimento Sociale Italiano.
Successivamente confluisce in Alleanza Nazionale, con cui viene eletto alla Camera dei deputati nel 1994 con il sistema maggioritario nella circoscrizione XXV (Sicilia 2) nel collegio di Vittoria. Alle elezioni politiche del 1996 è ricandidato nel collegio uninominale di Vittoria della Camera, ma viene battuto dall'esponente del centrosinistra. Nel giugno dello stesso anno, in occasione delle elezioni regionali in Sicilia, viene eletto consigliere all'Assemblea Regionale Siciliana.
Nel 2001 viene rieletto alla Camera, ancora nel collegio uninominale di Vittoria. Termina il proprio mandato parlamentare nel 2006.